# Neptune Canada

Logo

Neptune Canada (Eigenschreibweise: NEPTUNE Canada) ist ein 100 Millionen kanadische Dollar teures Tiefsee-Projekt Kanadas. Es befindet sich bei der Juan-de-Fuca-Platte vor Vancouver Island (Westküste Kanadas) in bis zu 3000 Meter Tiefe und wurde nach dem römischen Meeresgott Neptun benannt.
Geplant sind mehrere miteinander vernetzte Tiefsee-Labore mit Unterwasserrobotern, die 24 Stunden am Tag eingeschaltet bleiben und Live-Bilder direkt ins Internet liefern. Außerdem werden geologische Daten über den Bereich gesammelt, u. a. mithilfe von hochauflösenden Videokameras, Seismografen, Sonden, Strömungsmessern und Remotely Operated Vehicles (Tauchrobotern). Zudem werden Unterwasserlebewesen beobachtet.

## Name
Der Name „NEPTUNE“ ist ein Apronym aus „North-East Pacific Time-series Undersea Networked Experiments“ (deutsch: Nordost-pazifische Zeitreihenanalyse und Unterwasser-Netzwerk-Experimente).

## Forschungsgebiet

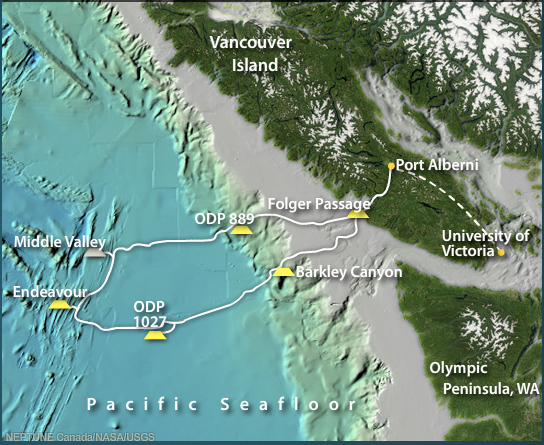
Forschungsgebiet von Neptune

Vor der Westküste Kanadas wird geforscht. Das Forschungsgebiet beginnt im Osten an der Kontaktstelle zwischen der Juan-de-Fuca-Platte, der kleinsten der zwölf tektonischen Platten der Erde, die im Nordost-Pazifik liegt, und der Nordamerikanischen Platte und erstreckt sich über 400 Kilometer nach Osten bis dahin, wo die Pazifische Platte beginnt.

## Geräte
Es werden bei der Erkundung elf Tiefsee-Observatorien verwendet. Jede Station ist mit Messgeräten und Kamerasystemen ausgestattet, die insgesamt etwa 100 Millionen Euro wert sind. Außerdem werden Tauchroboter eingesetzt. Die Stationen sind mit Käfigkonstruktionen geschützt, um die Geräte vor Gefahren wie Meerestieren oder anderen Einflüssen zu schützen.
Die Geräte sind mit über 2000 Kilometern Strom- und Glasfaserkabeln miteinander verbunden.

## Projekt
Das Projekt ist ein sogenanntes Open-Data-Projekt: die Wissenschaftler können die Daten sowohl auswerten als auch selbst mitforschen. Der Vorteil gegenüber den herkömmlichen Forschungsmethoden besteht darin, dass weder für jedes Projekt zusätzliche Kosten entstehen noch Einsätze gemacht werden müssen.

## Ziele

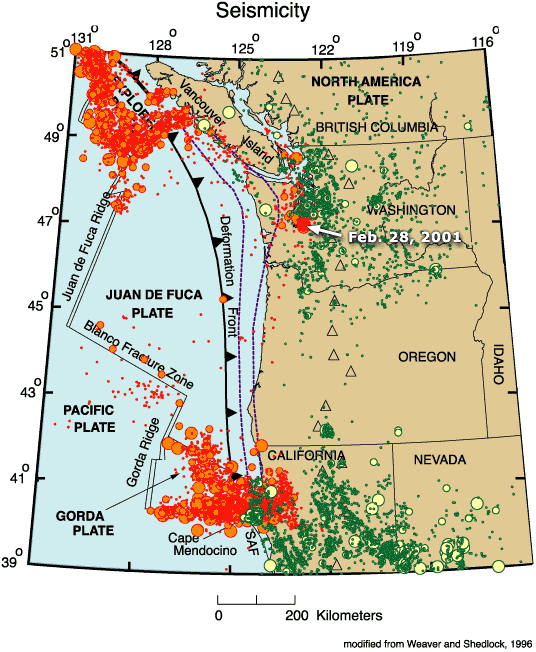
Seismische Aktivitäten an der Juan-de-Fuca-Platte

Folgende Ziele werden bei dem Projekt verfolgt:
1. Messung der seismischen Aktivität in einer ganzen Region
→ bessere Erdbebenvorhersage durch Echtzeit-Daten von Seismografen
2. Analyse von chemischen Prozessen im Meer
→ u. a. Temperatur, Druck, Strömung, Salinität (Salzgehalt), Fluoreszenz, Trübung, Methankonzentration
3. Erweiterung der bekannten Flora und Fauna
4. Zählung der vorhandenen Tiere und Pflanzen mithilfe von Echoloten
5. Nutzung von Meeresprofilern (VPS)
→ Messung der Einflüsse auf die Entwicklung von Plankton
6. Analyse des Methangases auf die Nutzbarkeit als Energieträger